# Neal Marshall
Neal Gregory Marshall (* 13. června 1969 Coquitlam, Britská Kolumbie) je bývalý kanadský rychlobruslař.
Ve Světovém poháru závodil od roku 1990. Startoval na Zimních olympijských hrách 1992 (1500 m – 35. místo, 5000 m – 5000 m, 10 000 m – 26. místo) a 1994 (1500 m – 7. místo, 5000 m – 17. místo). V sezóně 1994/1995 zvítězil v celkovém hodnocení Světového poháru v závodech na 1500 m. Na Mistrovství světa 1997 vybojoval na trati 1500 m bronzovou medaili. Zúčastnil se také ZOH 1998 (1500 m – 30. místo). Poslední závod absolvoval na jaře 1999.